# 12:13
12:13 är en svensk tv-serie för unga med skräcktema som gick på SVT Barn och SVT Barn Play åren 2020–2021. Serien har även en "bakom kulisserna"-serie som leds av Markus Granseth.
I rollerna ses bland andra Moa Nåsander.